# Elektriciteitscentrale Neurath
Elektriciteitscentrale Neurath (Kraftwerk Neurath) ligt tussen Grevenbroich-Neurath en Rommerskirchen in deelstaat Noordrijn-Westfalen vlak bij Elektriciteitscentrale Frimmersdorf en de dagbouw Garzweiler.

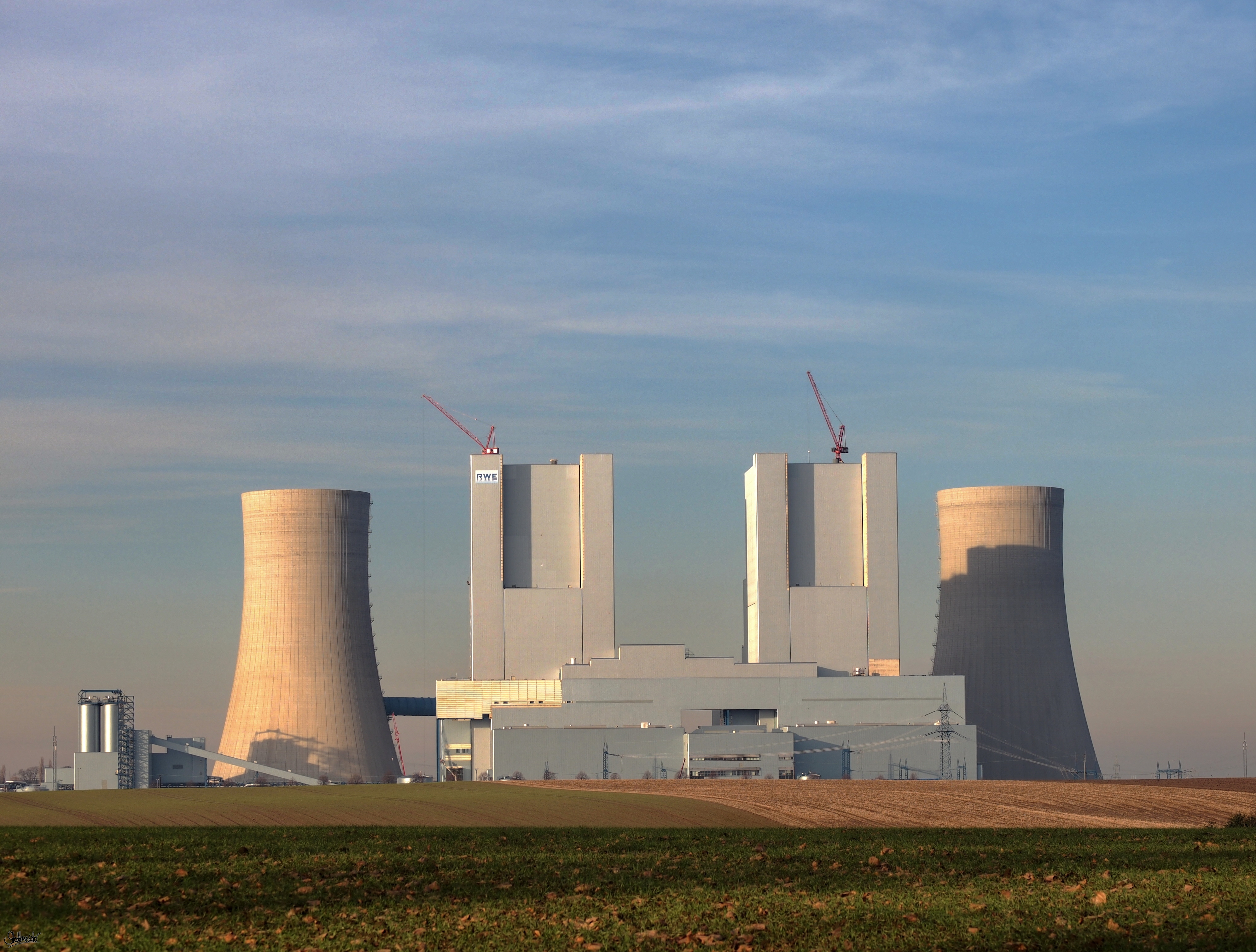
Elektriciteitscentrale Neurath in 2011 - nieuwbouw blok F-G (BoA 2&3)

Deze centrale is de modernste bruinkoolcentrale van Duitsland: Braunkohlekraftwerk mit optimierter Anlagentechnik (BoA). BoA 1 staat bij Elektriciteitscentrale Niederaußem.
Tijdens de bouw van de nieuwe eenheiden blok F-G vond op 25 oktober 2007 een ernstig ongeval plaats, waarbij drie mensen zijn omgekomen.
| blok | Unit     | netto vermogen in MW | in gebruiksname |
| ---- | -------- | -------------------- | --------------- |
| A    | unit 1&2 | 312                  | 1972            |
| B    | unit 1&2 | 312                  | 1972            |
| C    | unit 1&2 | 312                  | 1973            |
| D    | unit 1&2 | 633                  | 1975            |
| E    | unit 1&2 | 633                  | 1976            |
| F    | BoA 2    | 1050                 | 2012            |
| G    | BoA 3    | 1050                 | 2012            |